# موسيقى أردنية
للأردن تاريخ عميق بالموسيقى يعود لآلاف السنين، ترافق مع الحضارات الكثيرة التي قامت على أرضه.

## الموسيقى التقليدية والغناء الشعبي

### الغناء الريفي
هو ذلك الغناء التقليدي الفلكلوري المنتشر في أرياف ومدن وبلدات الأردن، وخاصة في مناطق الشمال والوسط لا بل أن هذا الغناء قد دخل كافة المدن الأردنية بقوة. جاءت أغاني الريف أكثر سرعة ورشاقة وزخرفة منها في البادية بحكم الإيقاع الحياتي المتحرك النشط في مواسمها ومناسباتها. وتُؤدّى غالبية القوالب الموسيقية الريفية بشكل جماعي حيث ترافقها الرقصات (الدبكات) الشعبية المنتشرة على مساحة الأردن ويتقنها السواد الأعظم من الأردنيين. ومن قوالبه: دلعونا، زريف الطول، المهاهاه، العتابا، الميجنا، الجفرة، علاّ وْعلاّ، وغيرها. ويصاحبها آلات موسيقية شعبية منها الشَّبابة، المِجْوِزْ، اليَرْغُول، الطّبْلة، والقربة.
ثمة فرق شعبية تعزف على الشبابة والناي ويرددون الزجل والقصائد العربية الأصلية والموشحات الأندلسية.

### الغناء البدوي
وهو ذلك الغناء الذي يخص المجموعات البشرية التي تقطن البادية الأردنية، وقد تميز الغناء البدوي بقلة الحِليات والزخارف اللحنية أو الإيقاعية، وامتداد بعض الأصوات طويلاً، وأغلب مغنّيي البادية يميلون إلى الصوت العالي الحاد المشوب بالأنْفية من حيث المخرج، والإيقاع الرتيب الهادئ، وبسبب العزلة عن المدينة والريف لم يتعرض البدو (إلا مؤخراً) للمستحدث من الموسيقا، حيث حافظوا على أصالة الغناء العربي القديم من خلال مجموعة قيّمة وهامة من القوالب الغنائية البدوية أهمها: الحداء، الهجيني، الشروقي، القصيد (السامر). هناك رقصة ترافق غناء السامر أو القصيد يرقصها الرجال في حلقة تشاركهم فيها «الحاشي» وهي (المرأة التي ترقص بالسيف وسط حلقة السامر). أحيانا يرافق الغناء البدوي آلة الربابة خاصة في قوالب الهجيني والشروقي

### الغناء البحري
محدود جداً في الأردن، وذلك لضيق المساحة البحرية التي يطل عليها، إذ لا توجد في الأردن سوى منطقة غنائية بحرية واحدة هي مدينة العقبة (أيْلَة) على رأس الخليج المسمى باسمها (خليج العقبة) أقصى جنوب الأردن. يرافق هذا الغناء إيقاعات مميزة استٌمدت من تموّج البحر مع استخدام آلة السمسمية وهي شبيهة بالكنارة عند المصريين.

## الموسيقى الحديثة
الموسيقى الحديثة في الأردن فيها عدة إتجاهات، منها ما اعتمد التراث الشعبي، ومنها ما تأثر بالمد الأجنبي، ومنها ما اعتمد التراث العربي التقليدي.

## الأدوات الموسيقية الشعبية

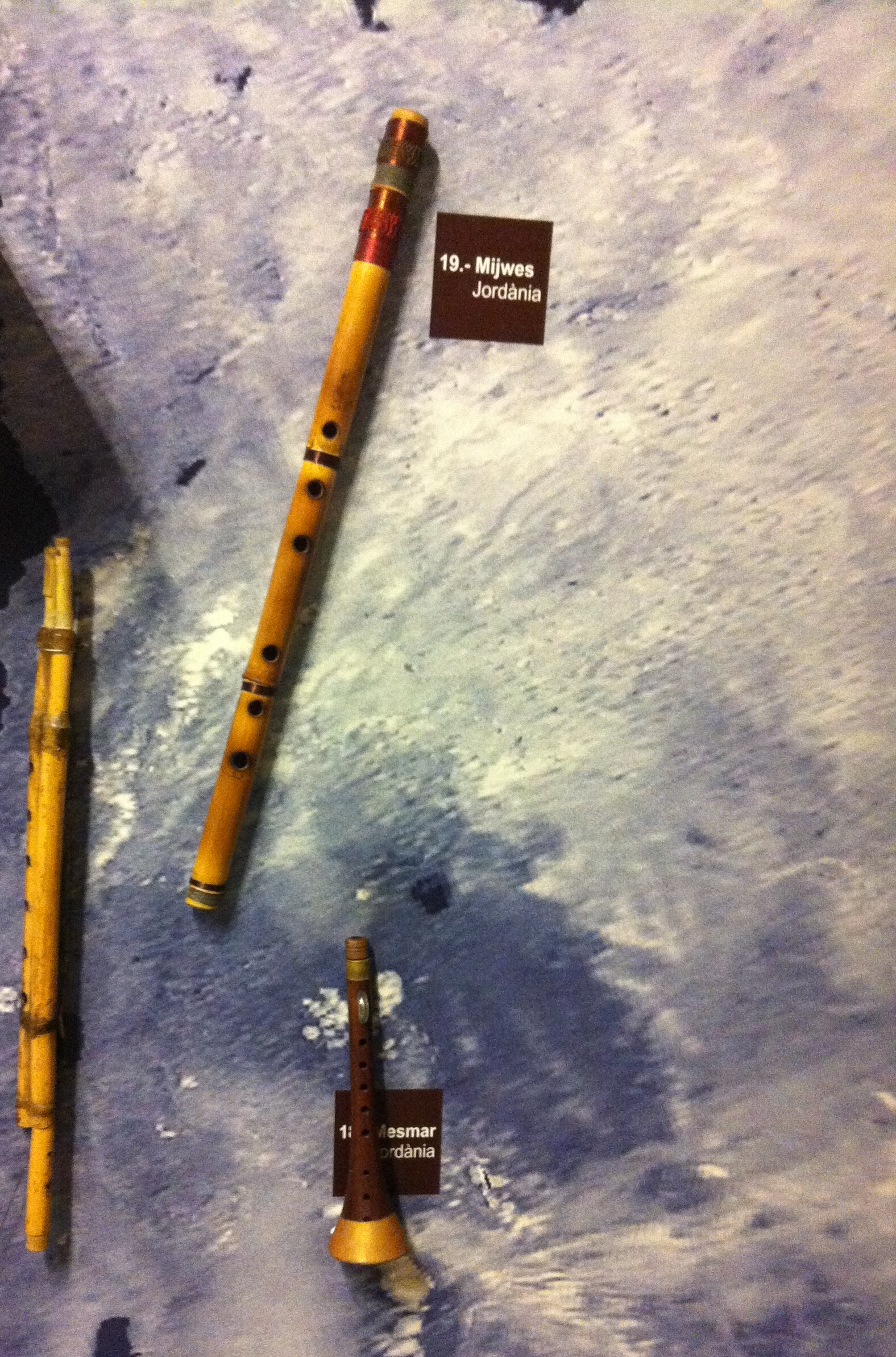
شبّابة ومجوز ويرغول.

تشتهر الأدوات الموسيقية الشعبية التالية في الأردن:
- الشبّابة
- المجوز
- اليرغول
- العود
- الدرّبكّة
- الربابة
- المهباش
- القربة
- الرق
- الدف
- السمسميّة، تشتهر هذه الآلة تحديداً في مدينة العقبة الساحلية جنوبي الأردن.